# Saint-Marin au Concours Eurovision de la chanson 2019
Saint-Marin est l'un des quarante et un pays participants du Concours Eurovision de la chanson 2019, qui se déroule à Tel-Aviv en Israël. Le pays est représenté par le chanteur Serhat et sa chanson Say Na Na Na, sélectionnés en interne par le diffuseur saint-marinais SMRTV. Le pays réalise son meilleur classement, terminant à la 19e place lors de la finale, recevant un total de 77 points.

## Sélection
Le diffuseur saint-marinais a annoncé sa participation à l'Eurovision 2019 le 6 novembre 2018. C'est le 21 janvier 2019 que le diffuseur annonce que son représentant, sélectionné en interne, sera Serhat. Le chanteur avait déjà représenté le pays en 2016. La chanson qu'il interprétera à Tel-Aviv, intitulée Say Na Na Na, est présentée le 7 mars 2019.

## À l'Eurovision
Saint-Marin participe à la première demi-finale, le 14 mai 2019. Y terminant 8e avec 150 points, le pays se qualifie pour la finale, et ce pour la deuxième fois de son histoire après 2014. Lors de la finale, le pays réalise son meilleur classement en terminant 19e avec 77 points.